# Nissan President
Der Nissan President (日産・プレジデント) ist eine von 1965 bis 2010 in mehreren Auflagen gebaute, nur in Asien angebotene Oberklasse-Limousine des japanischen Automobilherstellers Nissan und war zugleich lange Zeit das Spitzenmodell des Konzerns. Hauptkonkurrent war der Toyota Century.
Im Jahr 2010 wurde die Produktion des President zusammen mit dem Cima eingestellt. Während 2012 eine neue Generation des Cima erschien, ist der President seitdem nicht wieder aufgelegt worden, so dass der Cima nunmehr das Spitzenmodell von Nissan darstellt.

## Nissan President (150, 1965–1973)

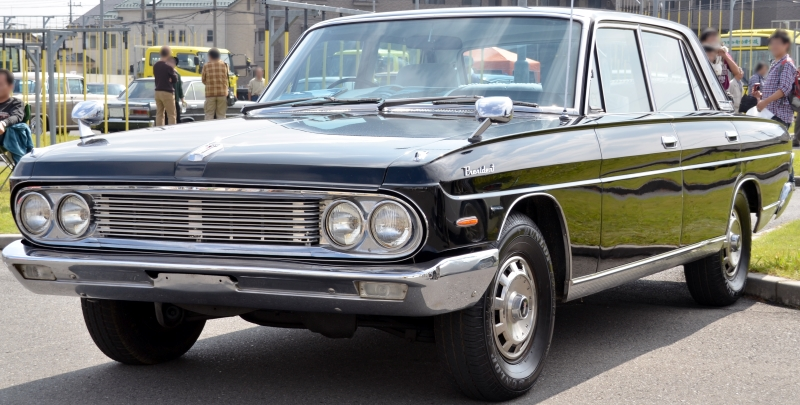
Nissan President 150

Die erste Generation des Nissan President (Typnummer 150) erschien 1965 als Nachfolger des Nissan Cedric Special. Der President war mit einem Dreiliter-Reihensechszylindermotor (Typ H30) oder mit einem neuen, eigens für das Spitzenmodell entwickelten Vierliter-V8 (Typ Y40) erhältlich und diente dem japanischen Ministerpräsidenten Eisaku Sato als Dienstwagen.

## Nissan President (250, 1973–1990)
1973 wurde der President 150 durch den Typ 250 ersetzt. Neben der Dreilitervariante gab es weiterhin eine V8-Version; allerdings wurde deren Hubraum auf 4,4 Liter erhöht (Typ Y44E). 1982 erfolgte ein Facelift, die Produktion des 250 endete im Jahr 1990.

## Nissan President (HG50, 1990–2002)
Auf der Tokyo Motor Show Ende 1989 debütierte ein neuer President (Typnummer JHG50), der im folgenden Jahr in den Verkauf ging. Angetrieben wurde das neue Modell von einem 4,5 Liter großen V-8 mit zwei obenliegenden Nockenwellen (Typ VH45DE), der auf 199 kW (270 PS) kam. Optional mit Allradantrieb und Allradlenkung (HICAS) erhältlich. Außerdem wurde ein hydraulisches, computergestütztes aktives Fahrwerk eingeführt (ähnlich wie Active Body Control).
Der President war vom hauptsächlich in den USA angebotenen Infiniti Q45 abgeleitet und besaß einen längeren Radstand sowie eine geänderte Front- und Heckpartie. 1993 erschien unter der Bezeichnung President JS in Japan eine kürzere Version des President, die weitgehend dem Infiniti glich. Autech Japan, Nissans Sonderfahrzeugabteilung, hatte zudem eine um 50 cm verlängerte Version des regulären President als „Royal Limousine“ im Angebot, auf Wunsch auch mit Trennwand zwischen Vordersitzen und Fond.
Ab 1993 war der President (gegen Aufpreis) das weltweit erste Auto mit einem Airbag für den linken Fondinsassen (NB: in Japan herrscht Linksverkehr).
1994 erfolgte ein kleines Facelift und die Wiedereinführung der Ausstattungsstufe Sovereign, die es bereits für den President 250 gegeben hatte.
Zugleich erschien der Infiniti Q45 der zweiten Generation, der mit dem President nichts mehr gemein hatte, sondern auf dem zeitgenössischen Nissan Cima basierte.
Der HG50 blieb bis 2002 in Produktion.

## Nissan President (PGF50, 2003–2010)
2003 erschien der Nissan President der Baureihe PGF 50, der mit dem 2001 vorgestellten Nissan Cima (Typ F50) verwandt ist und sich mit diesem den neuen 4,5-Liter-V8 (Typ VK45DE) teilt. Den PGF50 gab es nur noch in einer Länge in der Ausstattungsversion Sovereign und als Fünf- oder Viersitzer.
Die Version mit zweisitziger Fondsitzbank war beträchtlich teurer und mit einer Bose-Stereoanlage, Bedienelementen für diverse Funktionen in der hinteren Mittelarmlehne, einer vom Fond aus bedienbaren elektrischen Verstellung des Beifahrer-Vordersitzes (in Japan links) und Leder sehr umfangreich ausgestattet.

## Technische Daten
| Nissan President                 | 250 (1982)                                                         | HGF50 (1995)                                                                                     | PGF50 (2006)                                                                                     |
| -------------------------------- | ------------------------------------------------------------------ | ------------------------------------------------------------------------------------------------ | ------------------------------------------------------------------------------------------------ |
| Motor:                           | 8-Zylinder-V-Motor (Viertakt) Gabelwinkel 90°                      | 8-Zylinder-V-Motor (Viertakt) Gabelwinkel 90°                                                    | 8-Zylinder-V-Motor (Viertakt) Gabelwinkel 90°                                                    |
| Hubraum:                         | 4414                                                               | 4494 cm³                                                                                         | 4494 cm³                                                                                         |
| Bohrung × Hub:                   | 92 × 83 mm                                                         | 93 × 82,7 mm                                                                                     | 93 × 82,7 mm                                                                                     |
| Motortyp:                        | Y44E                                                               | VH45DE                                                                                           | VK45DE                                                                                           |
| Leistung bei 1/min:              | 147 kW (200 PS) bei 4800                                           | 199 kW (270 PS) bei 5600                                                                         | 250 kW (340 PS) bei 6000                                                                         |
| Max. Drehmoment bei 1/min:       | 338 Nm bei 3200                                                    | 394 Nm bei 4000                                                                                  | 451 Nm bei 3600                                                                                  |
| Verdichtung:                     | 8,6:1                                                              | 10,2:1                                                                                           | 10,5:1                                                                                           |
| Gemischaufbereitung:             | Elektronische Einspritzung                                         | Elektronische Einspritzung                                                                       | Elektronische Einspritzung                                                                       |
| Ventilsteuerung:                 | Zentrale Nockenwelle, Kette                                        | 2 × DOHC, Kette, 4 Ventile pro Zylinder                                                          | 2 × DOHC, Kette, 4 Ventile pro Zylinder                                                          |
| Kühlung:                         | Wasserkühlung                                                      | Wasserkühlung                                                                                    | Wasserkühlung                                                                                    |
| Getriebe:                        | Dreigangautomatik Hinterradantrieb                                 | Viergangautomatik Hinterradantrieb                                                               | Fünfgangautomatik Hinterradantrieb                                                               |
| Radaufhängung vorn:              | Dreiecklenker, Schraubenfedern                                     | Doppelquerlenker, Schraubenfedern                                                                | Längslenker, Zugstreben, Federbeine, Schraubenfedern                                             |
| Radaufhängung hinten:            | Starrachse, Längslenker, Blattfedern                               | Mehrlenkerachse, Schraubenfedern, Stabilisator, elektronische Dämpferregelung, Niveauregulierung | Mehrlenkerachse, Schraubenfedern, Stabilisator, elektronische Dämpferregelung, Niveauregulierung |
| Bremsen:                         | Scheibenbremsen vorne, Trommelbremsen hinten, Bremskraftverstärker | Scheibenbremsen rundum (vorne innenbelüftet), Bremskraftverstärker, ABS                          | Scheibenbremsen rundum (vorne innenbelüftet), Bremskraftverstärker, ABS                          |
| Lenkung:                         | Kugelumlauflenkung, servounterstützt                               | Zahnstangenlenkung, servounterstützt                                                             | Zahnstangenlenkung, servounterstützt                                                             |
| Karosserie:                      | Stahlblech, selbsttragend                                          | Stahlblech, selbsttragend                                                                        | Stahlblech, selbsttragend, vorderer und hinterer Hilfsrahmen                                     |
| Spurweite vorn/hinten:           | 1495/1490 mm                                                       | 1570/1570 mm                                                                                     | 1580/1560 mm                                                                                     |
| Radstand:                        | 2850 mm                                                            | 3030 mm JS: 2880 mm Royal: 3530 mm                                                               | 2870 mm                                                                                          |
| Abmessungen:                     | 5250 × 1830 × 1480 mm                                              | 5225 × 1830 × 1435 mm JS: 5075 × 1830 × 1435 mm Royal: 5725 × 1830 × 1455 mm                     | 5070 × 1840 × 1500 mm                                                                            |
| Leergewicht:                     | ab 1840 kg                                                         | 1820–2100 kg                                                                                     | ab 1890 kg                                                                                       |
| Höchstgeschwindigkeit (Werk):    | 195 km/h                                                           | ca. 220 km/h                                                                                     | 230+ km/h                                                                                        |
| 0–100 km/h:                      | n. a.                                                              | n. a.                                                                                            | n. a.                                                                                            |
| Verbrauch (Liter/100 Kilometer): | ca. 15–20 S                                                        | ca. 12–20 S                                                                                      | 12,8 S                                                                                           |
| Preis:                           | n. a.                                                              | n. a.                                                                                            | ¥ 9,030–9,870 Mio. (02/08) entspricht € 57.–62.200                                               |